# Ohbayashia
Ohbayashia is een kevergeslacht uit de familie van de boktorren (Cerambycidae). De wetenschappelijke naam van het geslacht werd voor het eerst geldig gepubliceerd in 1958 door Hayashi.

## Soorten
Ohbayashia omvat de volgende soorten:
- Ohbayashia fuscoaenea Hayashi, 1974
- Ohbayashia nigromarginata (Hayashi, 1953)